# Laudelino Freire

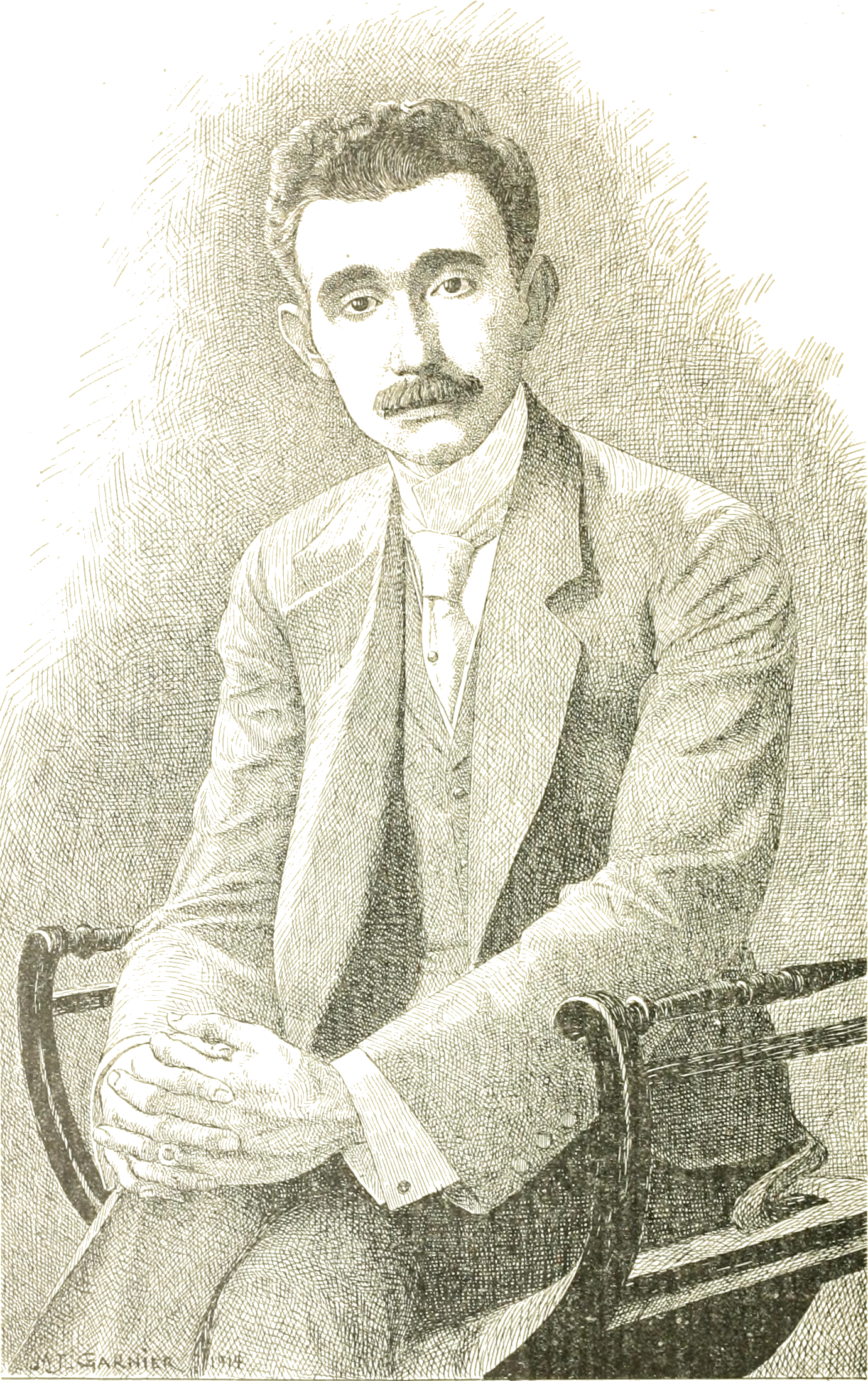
Laudelino Freire, 1914

Laudelino de Oliveira Freire (* 26. Januar 1873 in Lagarto, Sergipe; † 18. Juni 1937 in Rio de Janeiro) war ein brasilianischer Jurist, Journalist, Lehrer, Politiker, Literaturkritiker, Kunstkritiker und Philologe.

## Leben
Oliveira Freire war Professor an der Militärakademie Colégio Militar, an der er mehrere Fächer unterrichtete. Er ist Autor des Grande e Novíssimo Dicionário da Língua Portuguesa (1939–1944) (deutsch: Großes und neues Wörterbuch der portugiesischen Sprache), posthum veröffentlicht in fünf Bänden. Er schrieb auch Um Século de Pintura: 1816–1916 (deutsch: Ein Jahrhundert der Malerei), das zu einem Standardwerk für das Studium der Malerei in Brasilien des neunzehnten Jahrhunderts wurde.

## Ehrungen
Laudelino Freire wurde am 16. November 1923 Mitglied der Academia Brasileira de Letras, der brasilianischen Akademie der Literatur in Rio de Janeiro, und der dritte Inhaber des Sitzes Nr. 10 in Nachfolge von Ruy Barbosa. Freire wurde 1936 zum achtzehnten Präsidenten der Akademie gewählt, behielt diese Position jedoch nur ein Jahr inne.

## Werke
- Um século de pintura : apontamentos para a historia da pintura no Brasil de 1816 a 1916. 1916.
- Clássicos brasileiros : breves notas para a história da literatura philológica nacional. Ed. da Revista de lingua portuguesa, Rio de Janeiro 1923. (Clássicos brasileiros. 1).
- Grande e novíssimo dicionário da língua portuguesa. 3. Auflage. Olympio, Rio de Janeiro 1957. Bd. 1–5.
- A arte da pintura do Brasil : these avulsa. In: Revista do Instituto Histórico Brasileiro. 98, 1970, S. 778–811.
- Regras práticas para bem escrever. Lótus do Saber, Rio de Janeiro 2000, ISBN 85-87546-03-1. (Grammatik- und Stillehre, aktualisiert von Antonio Olinto).

Herausgeberschaft
- Sonetos brasileiros : seculo XVII-XX. Collectanea organisada por Laudelino Freire. F. Briguiet, Rio de Janeiro 1913. (InternetArchive). (Sammlung von 500 Sonetten, mit 481 Porträtzeichnungen).
- Revista de lingua portuguesa : archivo de estudos relativos ao idioma e literatura nacionaes. Rio de Janeiro. 1, 1919 – 7.1926.